# Niddastausee
Die Niddatalsperre (Niddastausee) staut den Fluss Nidda und den zweiten Zulauf Läunsbach am westlichen Rand des Vogelsbergs. Der Stausee hat bei einer Länge von 1.900 m und einer maximalen Breite von 1.000 m eine Fläche von rund 65 Hektar. Er liegt im Vogelsbergkreis in der Nähe und auf dem Gebiet der Stadt Schotten in Hessen.

## Zweck
Die Niddatalsperre – von 1968 bis 1970 errichtet – gehört dem Wasserverband NIDDA mit Sitz in Friedberg und dient vorrangig dem Hochwasserschutz und der Niedrigwasseranreicherung in der Nidda während der abflussarmen Zeiten. Außerdem der Bereitstellung von Beregnungswasser, der Verbesserung der Grundwasserverhältnisse und der Wasserqualität. Nebenbei dient die Talsperre auch der Stromerzeugung aus Wasserkraft sowie der Naherholung beziehungsweise dem Fremdenverkehr.

## Staudamm
Das Absperrbauwerk der Talsperre ist ein Steinschüttdamm mit einer Asphaltbeton-Außendichtung. Die Außendichtung aus Asphaltbeton bedeckt eine Fläche von ca. 18.000 m². Das Steinschüttmaterial besteht vorwiegend aus Basalt, der im Bereich des Vogelsbergs anzutreffen ist. Das für den Stützkörper notwendige Material wurde im Einstaubereich gewonnen. Seit einer Betonsanierung und einer damit verbundenen Erhöhung der Hochwasserentlastungsanlage im Jahr 2002 liegt das Stauziel bei 234,30 m. ü. NN. Hierdurch wurde eine Erhöhung des Stauvolumens um ca. 180.000 m³ auf 6,81 Mio. m³ erreicht.
Zwischen Juni und September 2018 wurde die Asphaltaußendichtung der Niddatalsperre zwischen der Dammkrone (237,00 m ü NN) und der Höhenkote 222,00 m ü NN erneuert. Hierbei wurden 6 cm der Asphaltdichtungsschicht abgefräst, eine 10 cm starke Asphaltdränbinderschicht und eine 7 cm starke neue Dichtungsschicht eingebaut. Geschützt wird die neue Asphaltdichtungsschicht sowie auch die alte Dichtungsschicht bis zur Höhe von 215,22 m ü. NN durch einen ca. 2 mm starken Mastixasphalt.

## Vorsperren
An den beiden Zuflüssen Nidda und Läunsbach gibt es jeweils eine Vorsperre. Eine komplette Entleerung der Talsperre im Jahr 2001 zeigte, dass die beiden Vorsperren hervorragend funktionieren. Innerhalb von 30 Jahren Betrieb haben sich im Stauraum Sedimente mit nur einer geringen Mächtigkeit abgelagert.

## Wasserregulierung
Die Talsperre bewirkt die Regulierung des Wasserstands im Einzugsbereich der Nidda. Im Regelbetrieb fließen am Fuß der Talsperre 100 Liter pro Sekunde in die Nidda. Das dient dazu, in trockenen Zeiten den Fluss nicht versiegen zu lassen. Bei sehr viel Niederschlag kann die Wasserabgabe auf annähernd 4.000 Liter Wasser pro Sekunde hochgefahren werden. Das Wasser gelangt dann durch zwei große Rohre in das sogenannte Tosbecken. Dessen Vertiefung weist eine stabile Betonwand auf und sorgt dafür, dass das abfließende Wasser aus der Talsperre gebremst wird und das Entstehen starker Strömungen und Wirbel im weiterführenden Bett verhindert.
Der Niddatalsperre zugehörig sind Rückstaubecken in Düdelsheim, Lich, Ulfa und Eichelsdorf, die bei Bedarf Wassermengen speichern können und den Abfluss durch die Nidda verzögern helfen. Vor dem Bau der Stausee-Anlage wurden 132 Hochwasserfälle in den Niederungen in Richtung Frankfurt allein zwischen 1930 und 1959 registriert. Davon ereigneten sich 115 im Winterhalbjahr mit 44 größeren Überflutungen. Die seinerzeit vorhandenen 22 alten Stauanlagen erwiesen sich als unzureichend. Dies hatte erhebliche Auswirkungen auf die Landwirtschaft und erschwerte das Leben und Arbeiten in den Siedlungen.

## Wasserkraftwerk
Die Niddatalsperre besitzt seit der Inbetriebnahme eine Wasserkraftanlage. Seitdem wird Strom mit einer Durchströmturbine System Ossberger mit einer Leistung von maximal 90 kW und einem Jahresarbeitsvermögen von maximal 0,60 GWh erzeugt. Der erzeugte Strom versorgt die Betriebs- und Messeinrichtungen oder wird in das vorhandene Versorgungsnetz des örtlichen Energieversorgungsunternehmens eingespeist. Seit Anfang 2008 erzeugt eine weitere kleine Turbine mit einer maximalen Leistung von 22 kW Strom. Es handelt sich um eine umgedrehte Spiralgehäusekreiselpumpe, mit der die Mindestwasserabgabe der Talsperre von 100 l/s wirtschaftlich genutzt wird.

## Freizeit

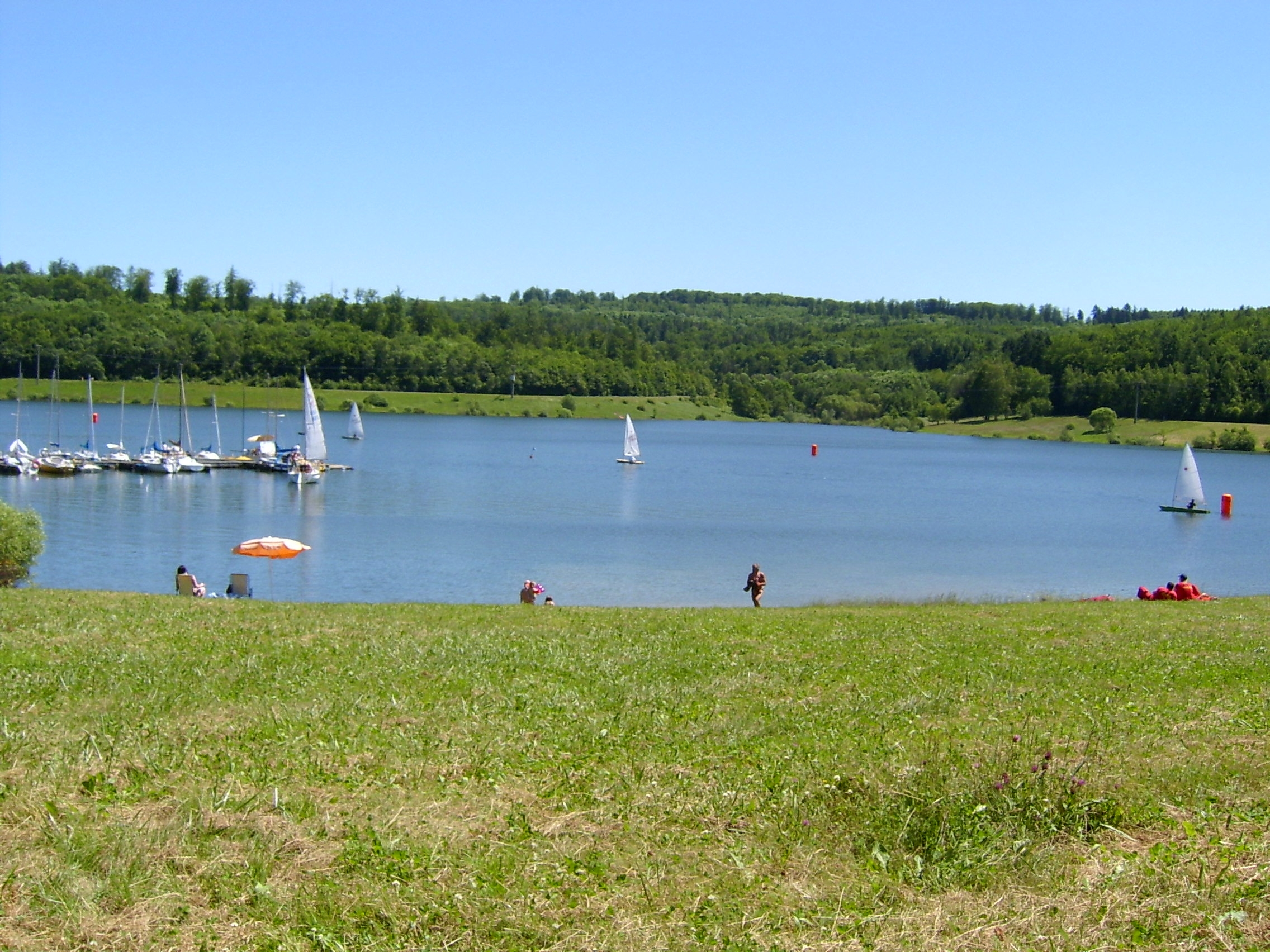
Segelboote auf dem See

Der Stausee ist eine beliebte Freizeit-Einrichtung für Angler, Segler, Surfer und Camper. Der fünf Kilometer lange Betriebsweg, der eingeschränkt für die öffentliche Nutzung freigegeben ist, wird von Radfahrern, Inline-Skatern und Fußgängern benutzt. Das Gerätetauchen im See mit Drucklufttauchgeräten ist Freizeitsportlern nicht gestattet.